# Metje + Ziegler
Metje + Ziegler (kurz M+Z, gesprochen M und Z) ist eine der ältesten und größten privaten namibischen Unternehmensgruppen.

## Geschichte
Es wurde 1907 als Bauunternehmen von Hermann Metje in Lüderitz gegründet. Schnell wurde der Import von Baumaterial ein wichtiger Unternehmenszweig. Zwei Jahre später nahm Metje Heinrich Ziegler als Partner im Unternehmen auf und nannte dieses Metje & Ziegler. 1909 war Ziegler als Architekt für den Bau des Historischen Doppelhauses in Lüderitz tätig. 
Bereits 1910 war das Unternehmen landesweit vertreten und spielte auch in der Landwirtschaft eine wichtige Rolle. 1914 starb Ziegler bei Kämpfen in Frankreich im Rahmen des Ersten Weltkriegs. Er liegt in Le Fortês begraben. Zuvor war das Unternehmen von Neutralen übernommen worden, nachdem die gesamte Familie Metje nach Pietermaritzburg in der Südafrikanischen Republik deportiert worden war. Ein Jahr später konnte Hermann Metje das Unternehmen wieder übernehmen.
1921 wurde das Geschäft weiter ausgebaut und eine Filiale in Keetmanshoop eröffnet. Ein Jahr später nimmt Metje seinen Cousin F.W. Karl P. Albrecht ins Unternehmen auf und gründet weitere Unternehmen mit diesem. 1923 wird ein Büro in Hamburg eröffnet. Vier Jahre später folgt eine Zweigstelle in Walvis Bay, die ab 1932 von Windhoek aus durch Ernst Behnsen geleitet wird. 
1936 steigt Metze & Ziegler in den Verkauf von Fahrzeugen der Marke Mercedes-Benz ein. Drei Jahre später übernimmt, nach dem plötzlichen Tod von Hermann Metje, sein Sohn Wilfried die Geschäfte. 1945, nach Ende des Zweiten Weltkrieges wurde eine Filiale in Otjiwarongo eröffnet.
1948 wird das ehemalige Privatunternehmen zu einem Aktienunternehmen an der Johannesburg Stock Exchange (JSE) in Südafrika. 1950 folgt der Umzug nach Windhoek, ab 1969 in dem eigens seit 1967 errichteten Metje & Behnsen-Gebäude an der Kaiserstraße, dem ersten Hochhaus der Stadt. 1955 wird eine weitere Zweigstelle, diesmal in Tsumeb eröffnet.
1975 erfolgte die Eröffnung einer Filiale in Swakopmund. Zur Unabhängigkeit Namibias schließend 1989 und 1990 die Zweigstellen in Keetmanshoop, Tsumeb und Walvis Bay. Zur selben Zeit wurde das & im Firmennamen durch ein + ersetzt. Ab 1993 notiert das Unternehmen an der Namibian Stock Exchange (NSX), ehe sich zehn Jahre später das Unternehmen von der JSE und  NSX zurückzieht. Das Geschäft mit Baumaterial auf dem 1907 die Gründung des Unternehmens basierte, wurde wenig später an die Pupkewitz Holdings verkauft.
Heute (Stand April 2020) ist M+Z Vertreter für Audi, Volkswagen, Mercedes-Benz, MAN, Chrysler, Alfa Romeo, Fiat, Dodge, Jeep, Fuso und Harley-Davidson in Namibia.